# Свети Стефан (Конопище)
Вижте пояснителната страница за други значения на Свети Стефан.
„Свети Стефан“ (на македонска литературна норма: „Свети Стефан“) е възрожденска православна църква в тиквешкото село Конопище, южната част на Северна Македония.
Църквата е разположена в центъра на селото. Предполага се, че е изградена в средата на XIX век. Изписана е в 1879 година според надписа над северния вход от вътрешната страна от братята Вангел, Никола и Коста от Крушево:
| „ | Из руки братя Ваггели Никола Коста отечество Анастас, Иконописател от славно Крушово. В лето 1880 изе октомвриа 15 | “ |

Църквата е трикорабна с полукръгла олтарна апсида на източната страна. Прилича на манастирската църква „Свети Архангел Михаил“ в село Долна Бошава, където също работят тримата зографи от Конопище. На южната стена е изобразено Второто пришествие Христово. В първата зона на западната част на църквата е Светото изповедание, а до него Свети Зосим и Мария Египтянка. На северната стена са Свети Меркурий, Свети Теодор, Свети Пантелеймон, Свети Козма и Свети Сава. Във втората зона са Свети Илия на колесница, Убийството с камъни на Свети Стефан и Жертва Аврамова. На западния зид са Свети Мина, Свети Харалампий, пророк Исаий и Свети Игнатий, разкъсван от два лъва. На свода на главния кораб, на северната страна са изобразени Христос пред Пилат, Бичуване Христово, Пътят на Голгота, Разпятие Христово, Оплаквоне Христово, Слизане в ада и Възкресение Христово. На южната страна в наосот са изобразени Томино неверие, Възкресение Лазарево, Влизане в Ерусалим (Цветница), Тайната вечеря, Молитва Христова в маслиновата гора, Предателство Юдино, Петрово отричане и Христос пред съда. На западната стена край образите на Свети Мина и Свети Харалампий има надпис: „Церна чума исечит лудито како што косит косата трева“. На иконостаса има резбовани и изписани царски двери.
Цъквата е обновена в 2002 година.